# Euphyodesmus makrotrichus
Euphyodesmus makrotrichus är en mångfotingart som beskrevs av Carl Graf Attems 1901. Euphyodesmus makrotrichus ingår i släktet Euphyodesmus och familjen orangeridubbelfotingar. Inga underarter finns listade i Catalogue of Life.